# 泡立て器

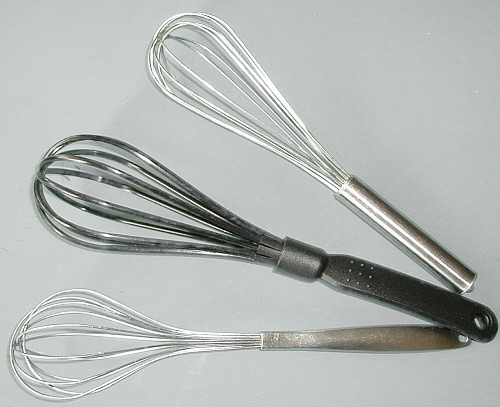
泡立て器

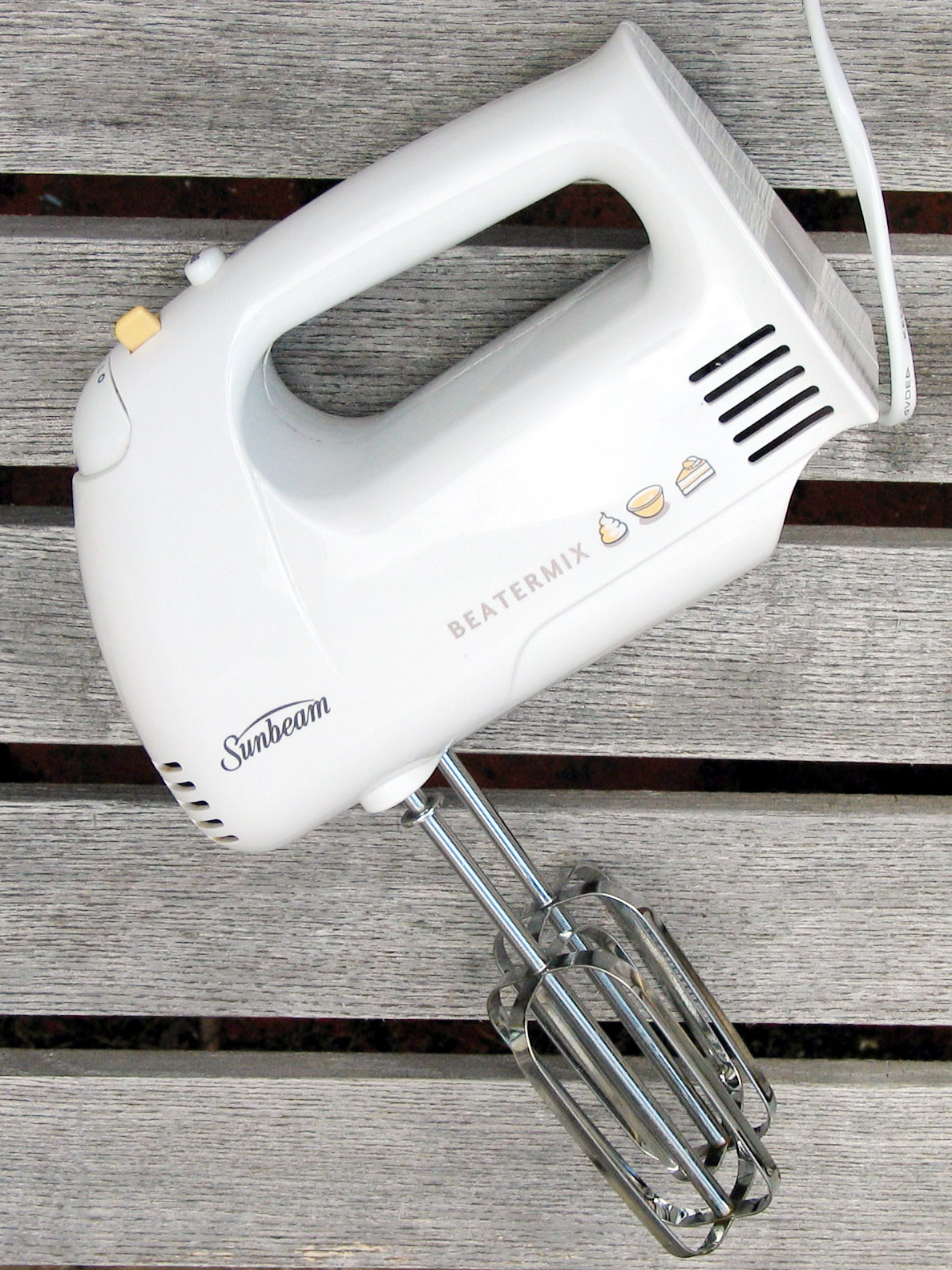
電動泡立て器（ハンドミキサー）

泡立て器（あわたてき、あわだてき）は、食材を泡立てたり混ぜ合わせるときに用いる調理器具である。ホイッパーやビーターともいう。卵白を泡立ててメレンゲを作ったり、クリームを泡立ててホイップクリームを作るなど、調理に使われる。また、小麦粉を水や溶き卵に混ぜ込む際などの攪拌にも使われる。手で握って使う物、手動でクランクを回す物、充電電池や商用電源を用いる電動のものが存在する。
日本標準商品分類では、金属製調理用具における鉄・ステンレス製調理用具の一種に分類される。

## 形状
手動のものの先端は、主に曲がった形状のステンレスや金属を数本組み合わせて茶筅形にされたものが多い。これは材料を細かく攪拌し、より多くの空気を混ぜ込むようにするためであり、手早く攪拌することで材料を泡立てる。中には先がスプリング状になっていて、泡立ちが早くなるよう工夫されたものもある。また、手動のものには写真にあるような形のほか、より効率よく泡立てるため、密閉できる丸い容器の中で櫛の形をした回転部を手動回転させるものもある。
機械式のものは、手動のものに似た回転部を2本持ち、互いに重なり合い逆回転で高速回転する。動力はクランクによる手動の物と、電気モーターを使う電動の物が有る。電動の物は商用電源や充電式電池を電源として利用する。

## 歴史
ルネサンス期のヨーロッパで、攪拌した卵を使うことでケーキを膨張させる調理法が発見されて以来、卵の攪拌が厨房の作業に加わった。初期の泡立て道具はアシや樹木の小枝を束ねたものやフォークが用いられたが、質の良いメレンゲを作ることは重労働だった。バルトロメオ・スカッピの『著作集』(1570)には今日の泡立て器に近似したバルーン型泡立て器の図が載っているが、同様のものが一般に普及するのは18世紀後半になる。
18世紀末ごろから労働の軽減に人々の意識が向くようになり、19世紀には多様な泡立て器が登場した。なかでも、アルキメディアン・スクリューの原理を基礎とした、ハンドルを回すことで歯車で伝導し攪拌部を回転させるドーヴァー式泡立て器はアメリカでヒット商品となった。